# Чагра чорноголова
Чагра чорноголова (Bocagia minuta) — вид горобцеподібних птахів родини гладіаторових (Malaconotidae). Мешкає в Африці на південь від Сахари. Це єдиний представник монотипового роду Чорноголова чагра (Bocagia).

## Підвиди
Виділяють три підвиди:
- B. m. minuta (Hartlaub, 1858) — поширений від Сьєрра-Леоне до Ефіопії, західної Кенії і північно-західної Танзанії;
- B. m. reichenowi (Neumann, 1900) — поширений на сході Танзанії та Зімбабве, на півдні Малаві, в Мозамбіку;
- B. m. anchietae (Barboza du Bocage, 1869) — поширений від Анголи до південно-західної Танзанії і півночі Малаві.

## Поширення і екологія
Чорноголові чагри мешкають у вологих заростях тропічних і субтропічних чагарників, в заплавних луках та на болотах.